# Ischkoschim

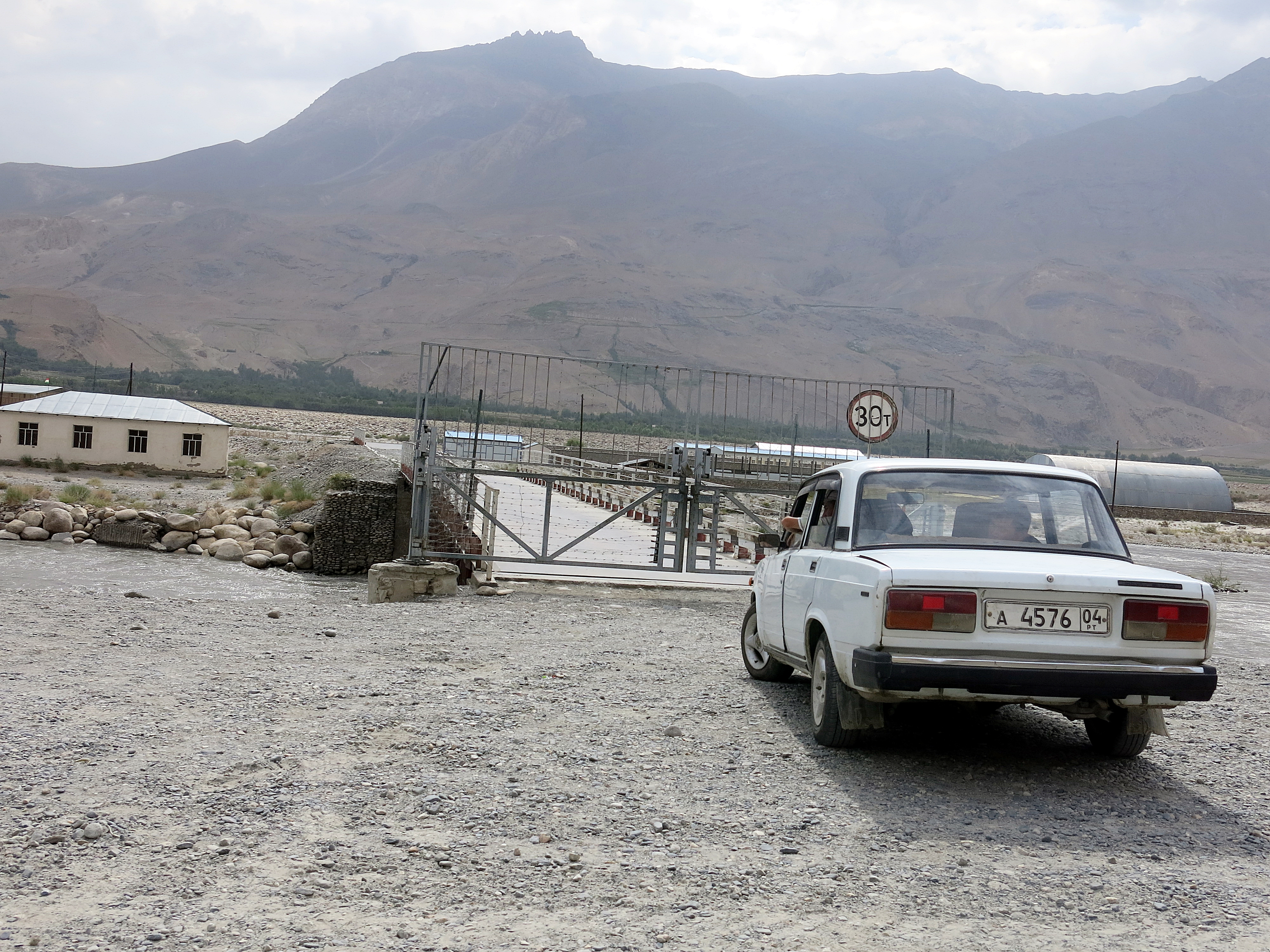
Tadschikisches Grenztor vor der Brücke nach Afghanistan

Ischkoschim (tadschikisch: Ишкошим, auch: Ischkaschim) ist eine Stadt im Süden Tadschikistans, direkt an der Grenze zu Afghanistan, die vom Fluss Pandsch markiert wird. Auf der anderen Seite des Flusses befindet sich die afghanische Ortschaft Ischkaschim. Ischkoschim hat den Status einer Kommune (dschamoat) und ist die Hauptstadt des gleichnamigen Distrikts (nohija).

## Lage
Die Stadt liegt im äußersten Süden Tadschikistans, südlich von Chorukh, der Hauptstadt der Autonomen Provinz Berg-Badachschan. Die Region ist geprägt vom Pamir-Gebirge, im Nordwesten der Stadt befindet sich der 6096 Meter hohe Pik Majakowski. Im Süden verläuft der Fluss Pandsch, ein Quellfluss des Amudarjas. Auf afghanischer Seite schließt sich der Wakhan-Korridor an.

## Geschichte
Ischkoschim war während der sowjetischen Herrschaft über Tadschikistan ein bekannter Kurort und zog viele Touristen an. Nach der Unabhängigkeit Tadschikistans 1991 wurde dieser Erwerbszweig zunehmend vernachlässigt, sodass heute wenige Touristen kommen. Die gegenüberliegende afghanische Region gilt als relativ sicher, aber immer wieder kommt es zu Angriffen der Taliban, zuletzt im Mai 2017.

## Verkehr
Am 31. Oktober 2006 wurde eine von der Aga-Khan-Stiftung finanzierte Brücke über den Pandsch zwischen Tadschikistan und Afghanistan eingeweiht. Karim Aga Khan IV. und Emomalij Rahmon, der tadschikische Präsident, waren bei der feierlichen Eröffnung anwesend. Das von den Regierungen Tadschikistans und Afghanistans unterstützte Projekt soll den Austausch zwischen den beiden Staaten stärken. Die Kosten für das Projekt beliefen sich nach Angaben des tadschikischen Ministeriums für Verkehr auf gut 350.000 US-$.

## Markt
Wenn die Umstände es zulassen, findet jeden Samstag ein Markt auf einer Insel im Pandsch statt, bei dem Afghanen und Tadschiken ihre Waren austauschen. Der Markt ist auf Grund seiner Lage auf der Grenze zwischen Afghanistan und Tadschikistan ohne große Formalitäten von beiden Seiten zu erreichen. Auf dem Markt werden vor allem Lebensmittel und handwerkliche Produkte verkauft, aber inzwischen auch Importwaren aus der Volksrepublik China, sowie Hilfsgüter des Welternährungsprogramm der Vereinten Nationen. Auch einige Abenteuertouristen besuchen den Markt.